# Lovell (cráter)

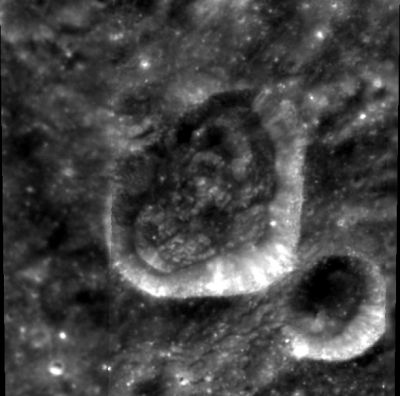
Fotografía de la misión Clementine (1994)

Lovell es un pequeño cráter de impacto situado sobre el borde oriental de la llanura amurallada del cráter Apolo, en la cara oculta de la Luna. Tiene una forma algo irregular, con protuberancias hacia el norte y el oeste. El borde es afilado, con un cierto desgaste en su lado noroeste. Las paredes internas, sin rasgos destacables, se inclinan directamente hacia el desigual suelo interior.
|  |

El cráter Lovell lleva el nombre del astronauta estadounidense Jim Lovell, miembro de la misión Apolo 8 en 1968, que fue la primera misión tripulada a la luna. Dos cráteres cercanos se llevan los nombres de los otros dos miembros de la tripulación, Frank Borman (cráter Borman) y William Anders (cráter Anders).

## Cráteres satélite
Por convención estos elementos son identificados en los mapas lunares poniendo la letra en el lado del punto medio del cráter que está más cercano a Lovell.
|        | \| Lovell \| Coordenadas \| Diámetro \| \| ------ \| -------------------------------- \| -------- \| \| F \| 36°42′S 138°12′O / -36.7, -138.2 \| 24 km \| \| R \| 37°42′S 144°00′O / -37.7, -144.0 \| 24 km \| |          |
| Lovell | Coordenadas | Diámetro |
| F      | 36°42′S 138°12′O / -36.7, -138.2 | 24 km    |
| R      | 37°42′S 144°00′O / -37.7, -144.0 | 24 km    |